# آلان كويبرس
آلان كويبرس هو منافس ألعاب قوى بلجيكي، ولد في 29 نوفمبر 1967 في أوستند في بلجيكا.

## وصلات خارجية
- آلان كويبرس على موقع الاتحاد الدولي لألعاب القوى (الإنجليزية)
- آلان كويبرس على موقع أوليمبيديا (الإنجليزية)